# Вбивство та чари
«Вбивство та чари» (англ. Murder and Magic) — збірка оповідань американського письменника Рендалла Гарретта, в якій представлений його альтернативно-історичний детектив Лорд Дарсі. Збірка вперше надрукована у м'якій обкладинці 1979 року видавництвом Ейс Букс, з тих пір перевидавалася декілька разів. Згодом разом із «Забагато чарівників» (1967) та «Лорд Дарсі розслідує» (1981) потрапила в омнібусну колекцію «Лорд Дарсі» (1983, розширений 2002).
Збірка включає в себе чотири оповідання про лорда Дарсі, спочатку опубліковані в журналі «Аналог: наукова фантастика та факти» у січні 1964, листопаді 1964 та червні 1965 року, А «Дін В. Дікеншит» — під редакцією антології Men & Malice (Даблдей, 1973).
Події оповідант про лорда Дарсі розгортаються в альтернативному світі, історія якого нібито відрізнялася від нашого під час правління короля Річарда Левове Серце, в якому король Джон ніколи не царював, а більша частина Західної Європи та Америки об'єднана в Анжуйську імперію, континентальні володіння яких король ніколи не втрачав. У цьому світі замість науки про наш власний світ розвинулася магічна технологія.

## Зміст
- «Очі мають це» (1964)
- «Випадок особистості» (1964)
- «Плутанина з вати» (1965)
- «Розтягування уяви» (1973)